# 黄柳野ツゲ自生地

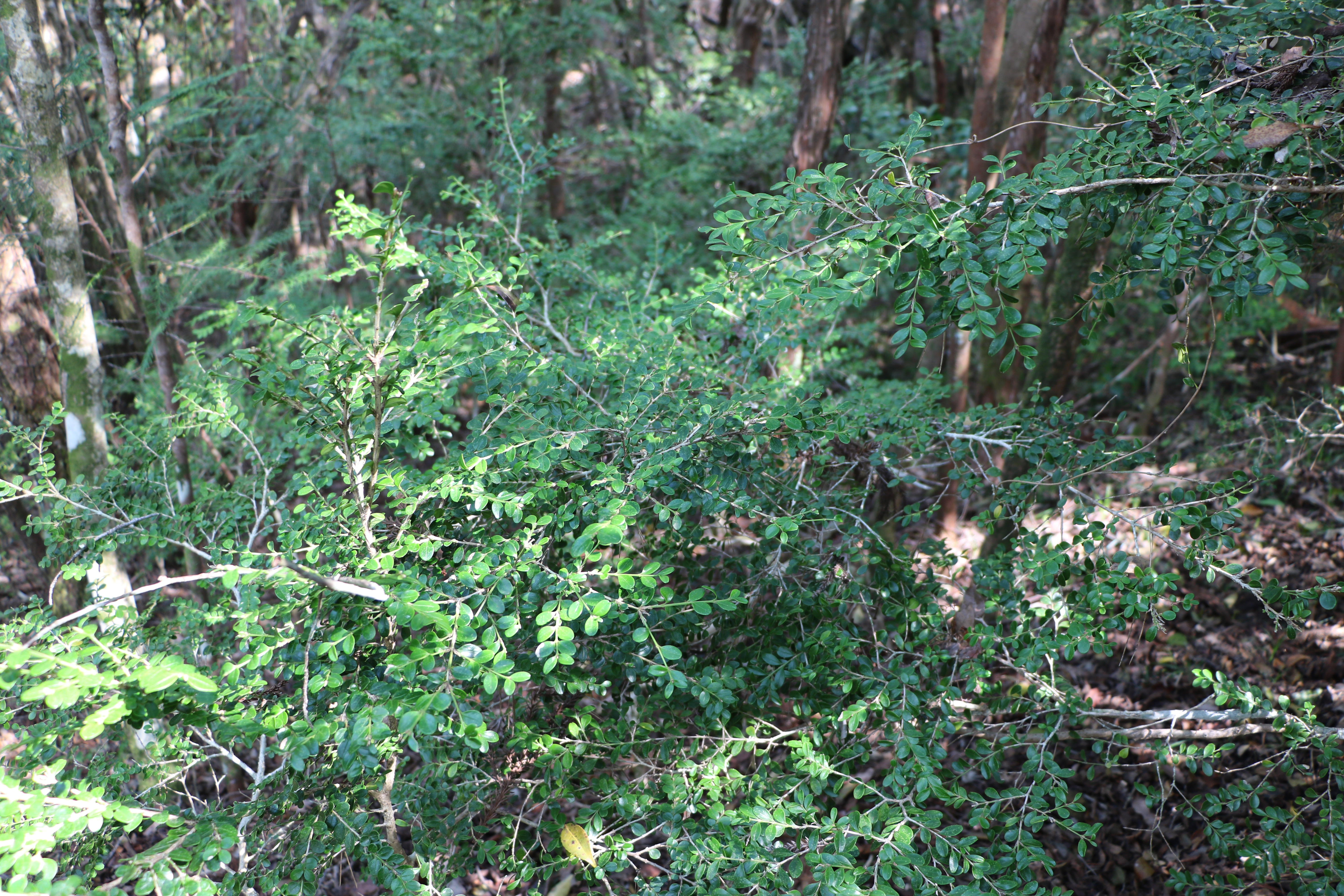
黄柳野ツゲ自生地。2022年4月20日撮影

黄柳野ツゲ自生地（つげのツゲじせいち）は、愛知県新城市黄柳野字新谷にある、国の天然記念物に指定されたツゲ（黄楊）の自生地である。静岡県との県境にある富幕山（とんまくやま）の北西側斜面の、愛知県側山腹に群生するツゲの自生地で、かつては本州の太平洋側におけるツゲの自生北限地帯であるとされ、1944年（昭和19年）3月7日に国の天然記念物に指定された。
ツゲはツゲ科ツゲ属の常緑低木で、外観がよく似て生け垣や庭木などでよく目にするイヌツゲ（モチノキ科）としばし混同されるが、両者は全く別の属、科のものである。ツゲとして国の天然記念物に指定されている物件は、この「黄柳野ツゲ自生地」を含め、わずか2件のみで、いずれも単体の樹木ではなく自生地として指定されている。もう1件は福岡県の朝倉市と嘉麻市にまたがる古処山の山頂付近にある「古処山ツゲ原始林」で、こちらは特別天然記念物に指定されている。
国の天然記念物に指定されている「黄柳野ツゲ自生地」の周辺は、三河から遠江にかけた本来の環境が色濃く残された里山の風景が広がる一帯であり、環境省が日本全国から500か所選定した生物多様性保全上重要な里地里山の1つとして、ツゲの自生地を含むエリアは「黄柳野新谷（黄柳野つげ自生地周辺）」の名称で選定されている。なお、地名の黄柳野（つげの）の由来はツゲではなく、同様に当地に自生するイヌツゲが由来である。

## 解説

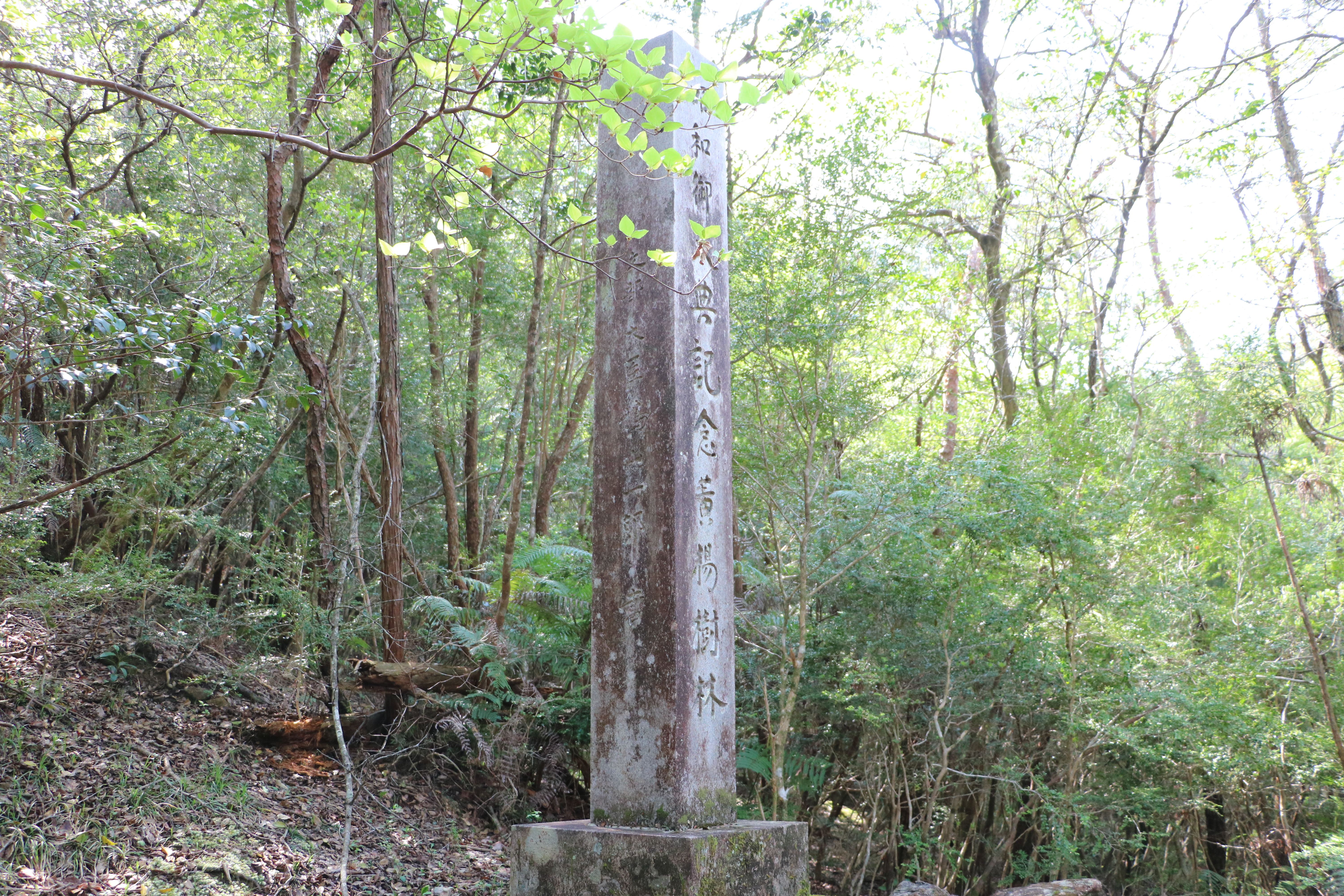
自生地に建立された『昭和御大典記念 黄楊樹林碑』。第40代文部大臣（齋藤内閣時）であった鳩山一郎の揮毫によるものである。2020年4月20日撮影

黄柳野ツゲ自生地は愛知県東部の新城市黄柳野（旧南設楽郡鳳来町黄柳野）の、甚古山（じんごやま）と呼ばれる一帯に所在する。この甚古山という山名は通称で、黄柳野地区の南側にある富幕山（とんまくやま）の北側斜面一帯を指す当地での呼称である。富幕山の山頂は新城市と静岡県浜松市浜名区との県境上にある標高563.5メートルの山で、愛知県と静岡県の県境を成す弓張山地に所在する。国の天然記念物に指定されたツゲの自生地は黄柳野地区南端の字新谷にあって、黄柳野地区と新城市南部の八名地域自治区方面を結ぶ愛知県道81号豊橋下吉田線から富幕山（甚古山）方面へ入った甚古山の北側斜面にある。
黄柳野ツゲ自生地には『昭和御大典記念 黄楊樹林』と記された大きな石碑が建立されているが、これは昭和天皇の即位を祝い日本各地に建立された『御大典（ごたいてん）記念碑』のひとつで、当時の第40代文部大臣であった鳩山一郎の揮毫により、1932年（昭和7年）9月に当地に建立されたものである。この御大典碑の建立は黄楊樹林（ツゲ自生地）が国の天然記念物に指定される12年も前のことであり、したがってこの石碑は天然記念物の指定とは直接関連しておらず、逆に天然記念物であることを示す石碑や解説板などは設置されていない。
国の天然記念物に指定された経緯は、1943年（昭和18年）6月17日に当地を訪れ、現地調査を行った植物学者の本田正次による報告書に基づくもので、当時の保存要目第二および第五により、翌1944年（昭和19年）3月7日に国の天然記念物に指定された。本田の調査によれば、当地一帯の山腹には、ウバメガシ、サカキなどの暖地性樹種とともに、樹高の低いツゲがおびただしく自生していたといい、この時点ではこの場所が太平洋側におけるツゲの自生北限地帯、あるいは多産地帯であると考えられた。
ツゲは石灰岩や蛇紋岩の岩質を好んで生育すると言われ、ここ黄柳野の自生地も蛇紋岩で出来ている標高約200メートルから300メートルほどの山腹斜面にあって、先述したウバメガシや、アカマツ、ネズミサシ、ヤマモモ、ソヨゴ、ヒサカキといった常緑樹に混ざって、樹高の低いツゲが大量に生育している。指定当時は北限地としてのものであったが、その後に確認された山形県酒田市南東部の山間部を流れる小林川右岸沿いのものが北限とされており、今日では、ここ黄柳野ツゲ自生地は「内陸の蛇紋岩山地におけるツゲとウバメガシの密度の高い自生地」という林相に意義があるとして重視されている。
黄柳野地区（現、新城市黄柳野）は1956年（昭和31年）に 鳳来町に編入されるまでは八名郡山吉田村だったところで、付近一帯の山林は古くから良質のツゲ材が産出する場所として知られており、成長が遅いため木質が緻密で粘りのあるツゲの材質は、反ったり、ひび割れを起こすことがないため、印鑑、櫛、そろばんの玉、将棋の駒などの材料として重宝されたと言い、特にここ山吉田村（黄柳野）のツゲ材は品質が優れているため、伊勢神宮へ奉納されていたという記録が『延喜式』に残されている。
近世以降では甚古山の約40ヘクタールの範囲に生育するツゲの自生地は、地域住民の入会地として山林管理が行われており、およそ10年おきに直径3寸（約10センチメートル）以上のものを伐採していたという。この自生地約40ヘクタールのうち「山吉田財産区林」によって、自生密度の高い2.03ヘクタールの範囲が国の天然記念物として指定された。

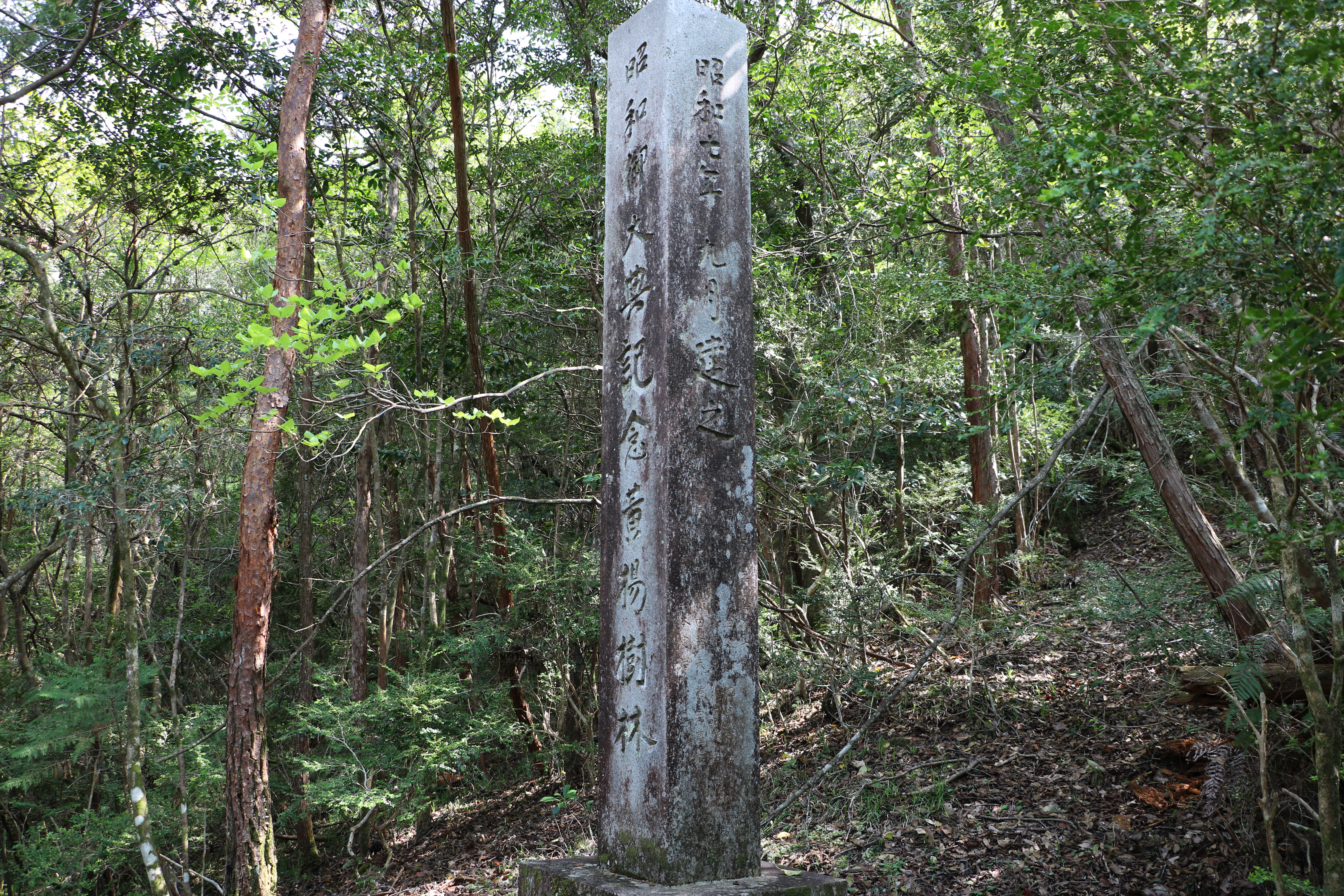
自生地の『昭和御大典記念 黄楊樹林碑』昭和七年九月建之と刻まれている。2022年4月20日撮影。
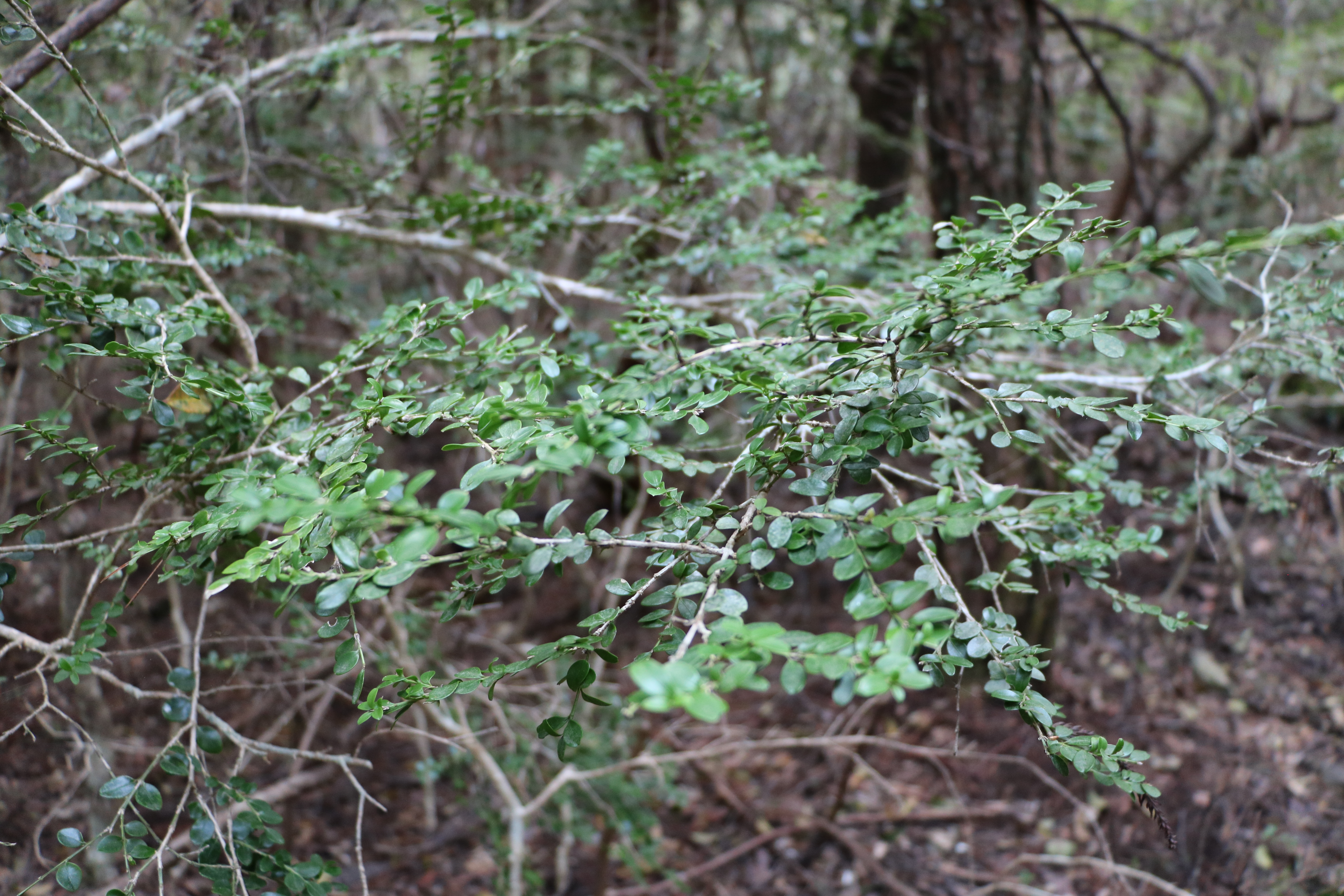
自生地のツゲ。2022年4月20日撮影。
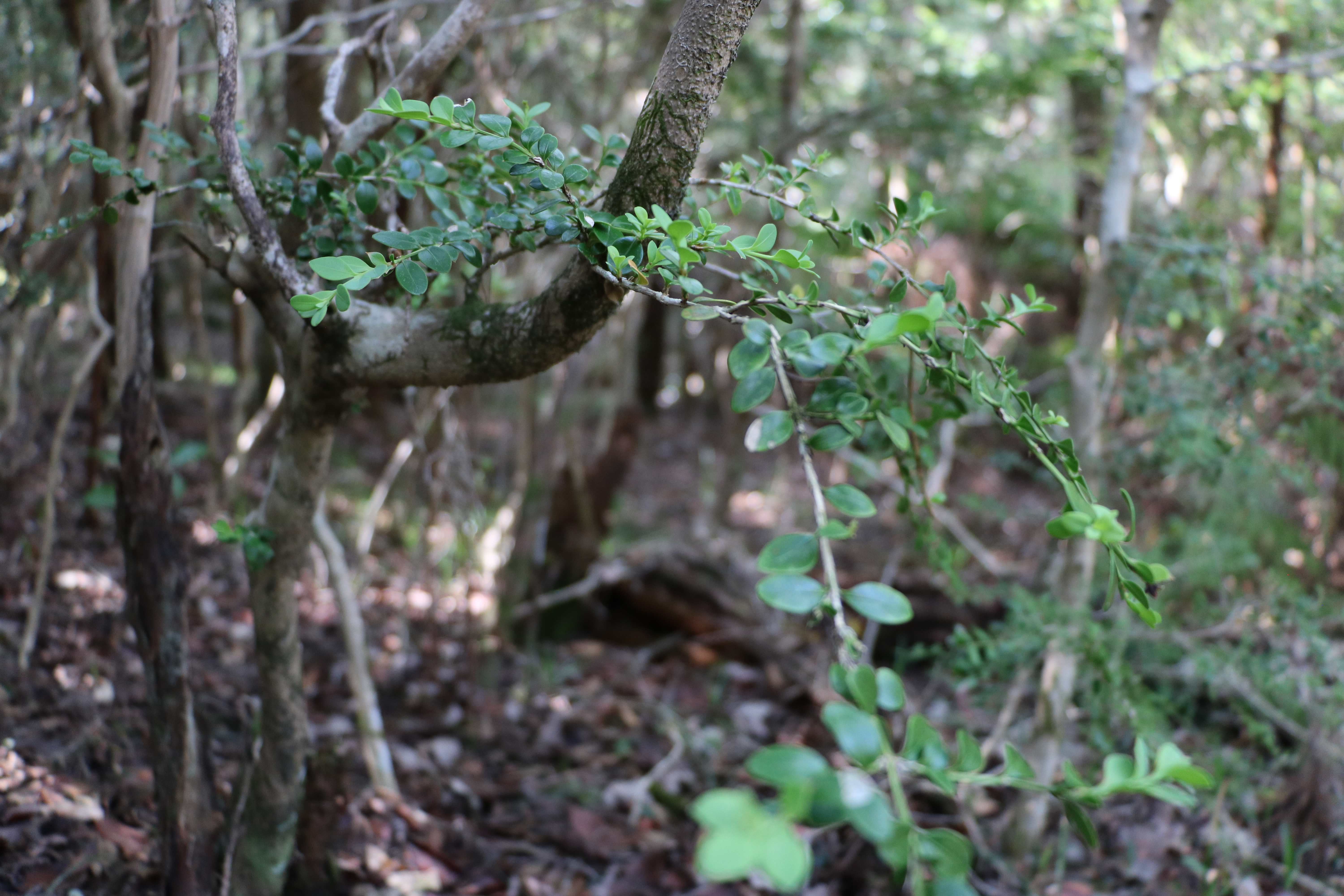
自生地のツゲ。2022年4月20日撮影。
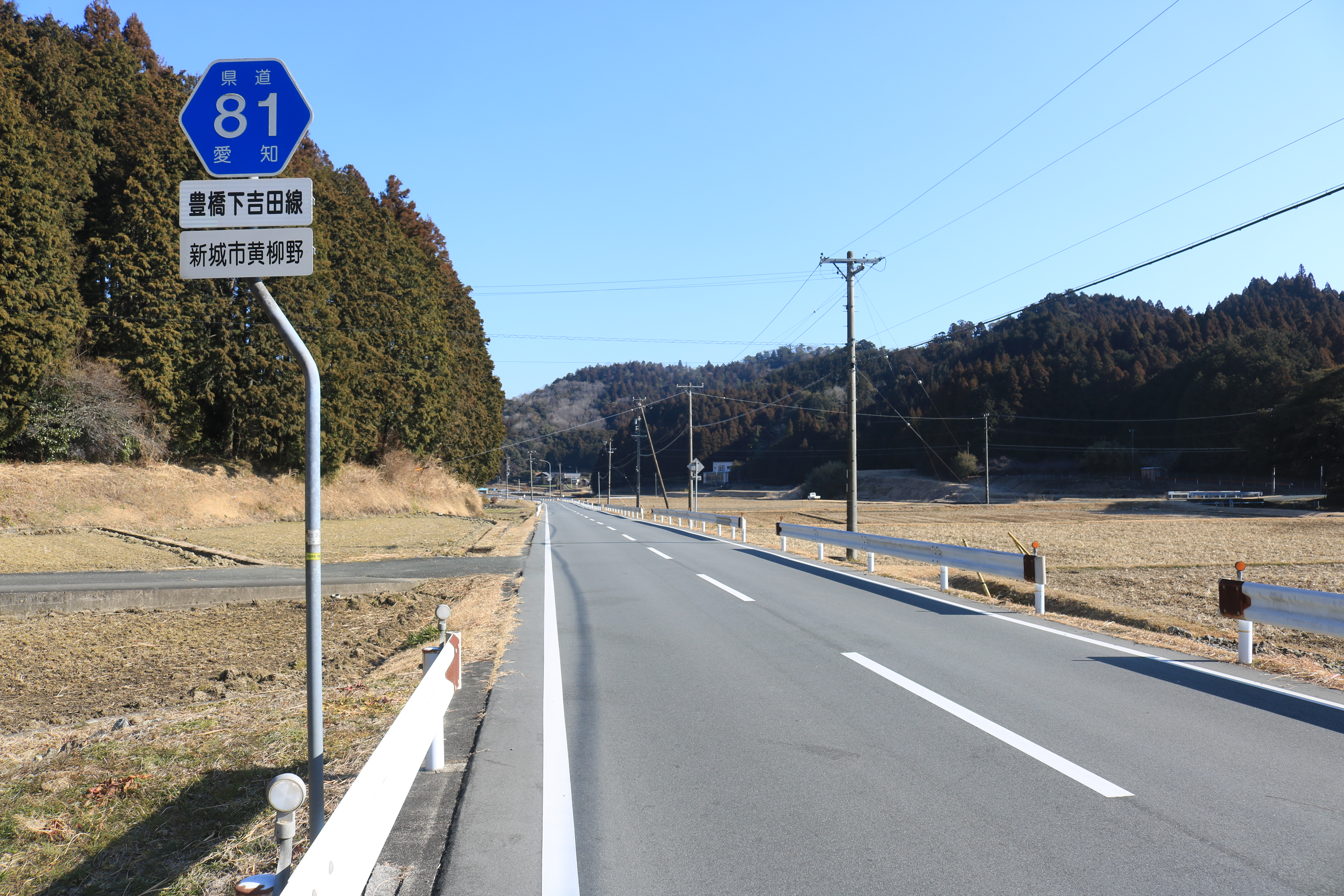
愛知県道81号線の黄柳野付近。里山の風景が広がる。2018年2月9日撮影。

## 交通アクセス
所在地
- 愛知県新城市黄柳野字新谷369[12]。

交通
- 公共交通機関なし[12]。
- 新東名高速道路新城インターチェンジより国道151号・国道257号経由、約17キロメートル、車で約28分[12]。
- 東名高速道路豊川インターチェンジより国道151号から愛知県道81号豊橋下吉田線　富岡交差点・福津峠経由、約23.5キロメートル、車で約40分[12]。